# 電腦系統需求
電腦系統需求常簡稱為系統需求，是指软件要在電腦上運作，需要有的硬件元件或是其他軟體資源，系統需求多半是參考性的指引，不是絕對性的規定。大部份的軟體會有二種系統需求：最低系統需求及建議系統需求。
隨著軟體版本的更新，需要的處理能力以及運算資源也會隨之提昇，因此系統需求也會漸漸增加。產業分析師指出：現有電腦硬體系統的升級，主要是來自電腦系統需求的增加，其影響程度比技術的進步還要大。

## 建議系統需求
遊戲廠商一般會提供客戶「建議系統需求」的清單，清單中的配備比最低系統需求要高，此清單是說明理想上此遊戲運作的硬體環境，也就是要讓遊戲流暢進行，需要的硬體環境。對於遊戲而言，遊戲者希望在玩遊戲時有好的體驗，這個需求比最低系統需求要合理。

## 硬體需求
操作系统或操作系统最常見的需求就是有關電腦硬體的能力。硬體需求一般會伴隨著硬體相容性清單（HCL），特別是作業系統。硬體相容性清單會列出測試過，和某作業系統或應用程式相容的硬體，有時也會列出不相同的硬體。以下是硬體需求中不同的層面，

### 架構
操作系统都是依特定的计算机系统结构設計。大部份的軟體應用程式會限制在特定架構下的特定作業系統執行。雖然有些作業系統和架構無關，不過若要在新的架構上執行，一般會需要重新編譯軟體。常見的架構有IA-32、x86-64、ARM、IA-64、MIPS等。

### 处理器能力
中央处理器能力（CPU）是基本的硬體需求。大部份在X86架構下執行的程式會將处理器能力定義為中央处理器的型號以及时钟频率。其他影響其速度及能力因素（例如前端总线、CPU缓存及每秒指令等）比較不會提到。有關处理器能力的定義常常有誤，例如AMD Athlon和英特尔的奔騰處理器，相同時鐘頻率的CPU其處理速度是不同的。

### 記憶體
軟體在執行時，其程式碼會放在随机存取存储器（RAM）裡。記憶體的需求是在考慮應用程式、作業系統、支援軟體及檔案，以及其他執行程序的需求後所訂定。若是在在多工作業系統中，在訂定需求時也要考慮其他可能同時執行的程式。

### 次級儲存裝置
資料儲存裝置的需求會依照軟體安裝檔大小、在安裝或執行時會產生的檔案有關，若是随机存取存储器不足，也可能要考慮虚拟内存的應用。

### 顯示卡
若是圖像軟件或是高級的电子游戏，其顯示卡要求可能就不是一般的顯示卡，而是高階的圖形處理器。

### 周邊
有些軟體應用程式會需要特別的外部设备，以提供特殊的性能或是軟體功能。常見需要的周邊有CD-ROM、电脑键盘、定点设备、網路設備等。

## 軟體需求
軟體需求是指要安裝此一軟體，並且讓軟體正常操作，電腦所需要的軟體資源或是基本假設。這些需要的軟體可能不會放在軟體安裝包中，需要使用者自行安裝。

### 系統平台
系统平台描述一部份的軟體框架，可能是硬件的，或是软件的。軟體需要在此系統平台上執行。典型的系统平台包括電腦的计算机系统结构、操作系统及运行时系统函式庫，也可能包括编程语言。
在提到軟體需求時，其中最重要的就是操作系统。在相同系列，不同版本的操作系統中，軟體可能會有不同的行為，不過有時會有向後相容的功能。例如設計在Windows XP上執行的軟體，無法在Windows 98上執行，不過設計在Windows 98上執行的軟體，多半可以在Windows XP上執行。而一些用到Linux内核v2.6新功能的軟體，可能無法在v2.2或v2.4上正常編譯。

### 應用程式介面及驅動程式
若軟體需要用到特別的硬體介面，例如高階的圖形處理器，會需要特殊的应用程序接口（API）或較新的設備驅動程式。例如DirectX，是和多媒體有關許多API的集合，常用在微软平台的遊戲中。

### 網頁瀏覽器
大部份网络应用程序及常會用到万维网的軟體，會用電腦中預設的網頁瀏覽器。Microsoft Windows系統上，常見的網頁瀏覽器是Internet Explorer，有支援ActiveX控制，不過也有不少的漏洞。

## 其他需求
有些軟體也有其他的需求。最常見的是網際網路存取（種類以及速度）及螢幕解析度。

## 舉例
以下是二個電腦系統需求的例子：
星海爭霸系列（1998年）的需求是：
俠盜獵車手V（2015年）的配備是：